# Libertad (estación)
Libertad (también conocida como estación Yungay) es una estación fantasma del sistema ferroviario que forma parte de la red de la Línea 5 del Metro de Santiago de Chile. Se ubica subterránea entre las estaciones Quinta Normal y Cumming de la misma línea, en la comuna de Santiago. Debido a factores técnicos, esta estación jamás fue abierta para el público, contando únicamente con la obra gruesa terminada.

## Historia
Con la inauguración de la estación de Metro Santa Ana en el año 2000, comenzaron los trabajos para seguir ampliando la línea 5 hacia el poniente de Santiago. Es por esto que ya entre los años 2000-2001 se presenta el anteproyecto de la extensión de esta línea. El resultado fue el proyecto de extensión del servicio hasta la estación Quinta Normal, con la idea de que la ruta contase con tres estaciones: Cumming, Libertad y Quinta Normal. Las estaciones se inauguraron el 31 de marzo de 2004. La firma arquitectónica Gubbins Arquitectos fue la responsable de desarrollar el diseño arquitectónico de estas estaciones.
Sin embargo, la estación Libertad nunca abrió al público, aún cuando la obra gruesa fue terminada, con lo que recibió la clasificación de estación fantasma. Aparentemente, la estación debió entrar en operaciones a finales de 2004. Según información oficial por parte de Metro de Santiago, la estación Libertad no abrió debido a su cercanía a las otras estaciones circundantes: se halla a 500 metros de estación Cumming y a 590 metros de estación Quinta Normal, siendo que el promedio de la distancia entre estaciones es de 1 kilómetro. Por otra parte, otra de las explicaciones es que no existe la suficiente cantidad de población circundante como para hacer a la estación rentable.
El Barrio Yungay, donde se halla ubicada la estación, se han manifestado desde 2007 pidiendo la apertura de la estación, ya que parte de la infraestructura que rodea la estación fue promocionada como próxima a esta, además de la necesidad de un sistema de transporte interconectado que sea cercano para los adultos mayores que viven en la zona. lo que hasta el momento ha sido rechazado por el directorio de Metro. Se había señalado en cierto punto que la estación abriría en 2011, lo cual no sucedió. Misma petición realizaron los vecinos en 2012.

### Plaza Libertad
Junto con la construcción de la estación se habilitó la "Plaza Libertad", que posee 988 m², creada en el mismo periodo de tiempo que la extensión; sin embargo, la estación se mantuvo cerrada sino hasta el 20 de diciembre de 2013, cuando la alcaldesa de Santiago, Carolina Toha, realizó un convenio con Metro de Santiago, para que se abriera como un espacio para los vecinos de la zona. El espacio fue habilitado para que sea un espacio público. Actualmente, la plaza cuenta con un huerto comunitario.

## Infraestructura
La estación fue visualizada como un elemento arquitectónico que no alterarse la naturaleza patrimonial de su entorno, por lo que se diseñó un ingreso sencillo emplazado en una esquina del barrio residencial. Su acceso fue planeado como un elemento similar al prisma de ingreso de estación Quinta Normal o de Cumming. La obra gruesa de la estación fue construida con Hormigón armado, estructuras de acero y aluminio. La estación actualmente posee accesos, mezzanina y hasta andenes que se pueden visualizar al transitar por el tramo entre estación Quinta Normal y Cumming.

## Galería

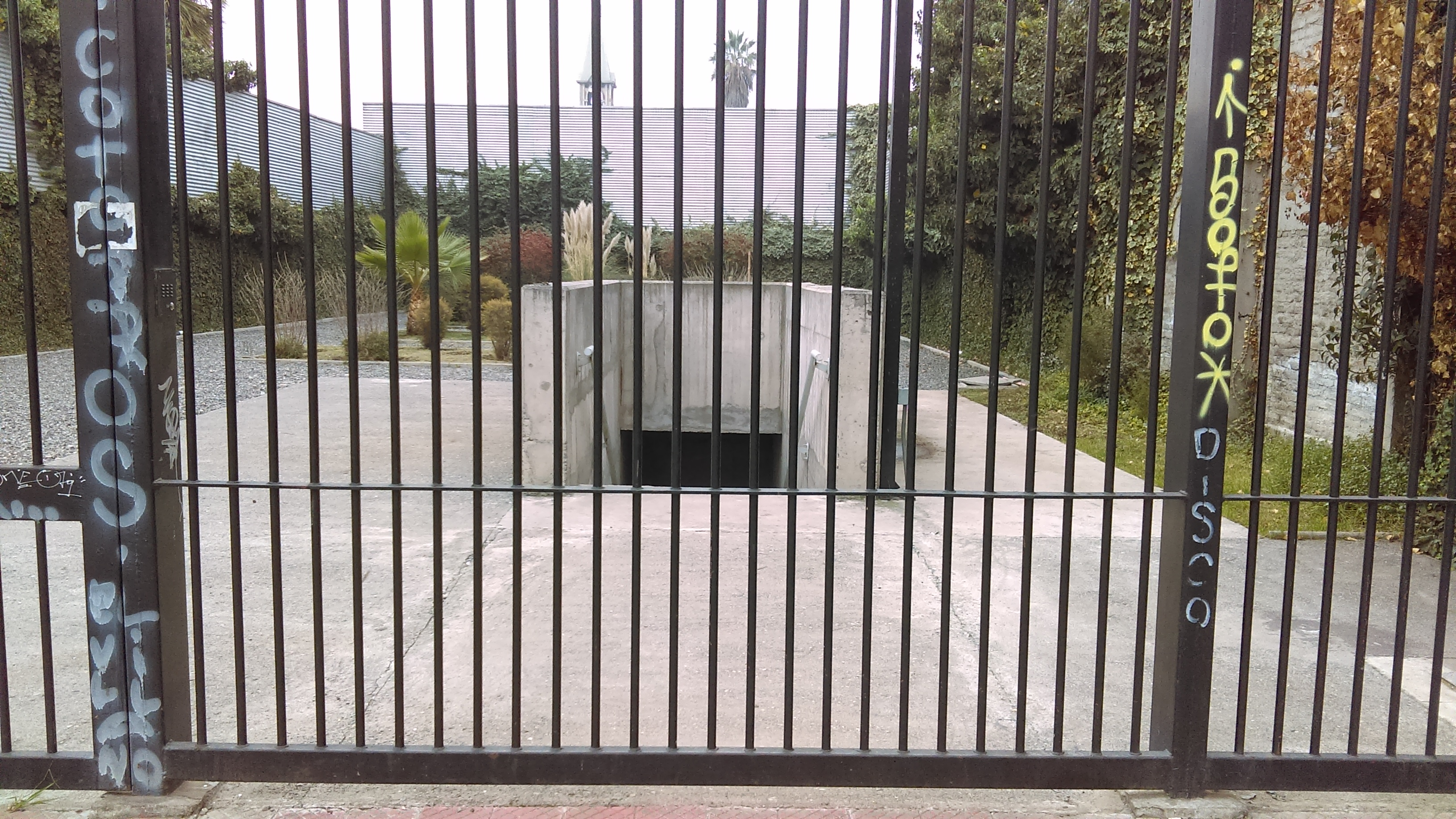
Entrada a la estación.
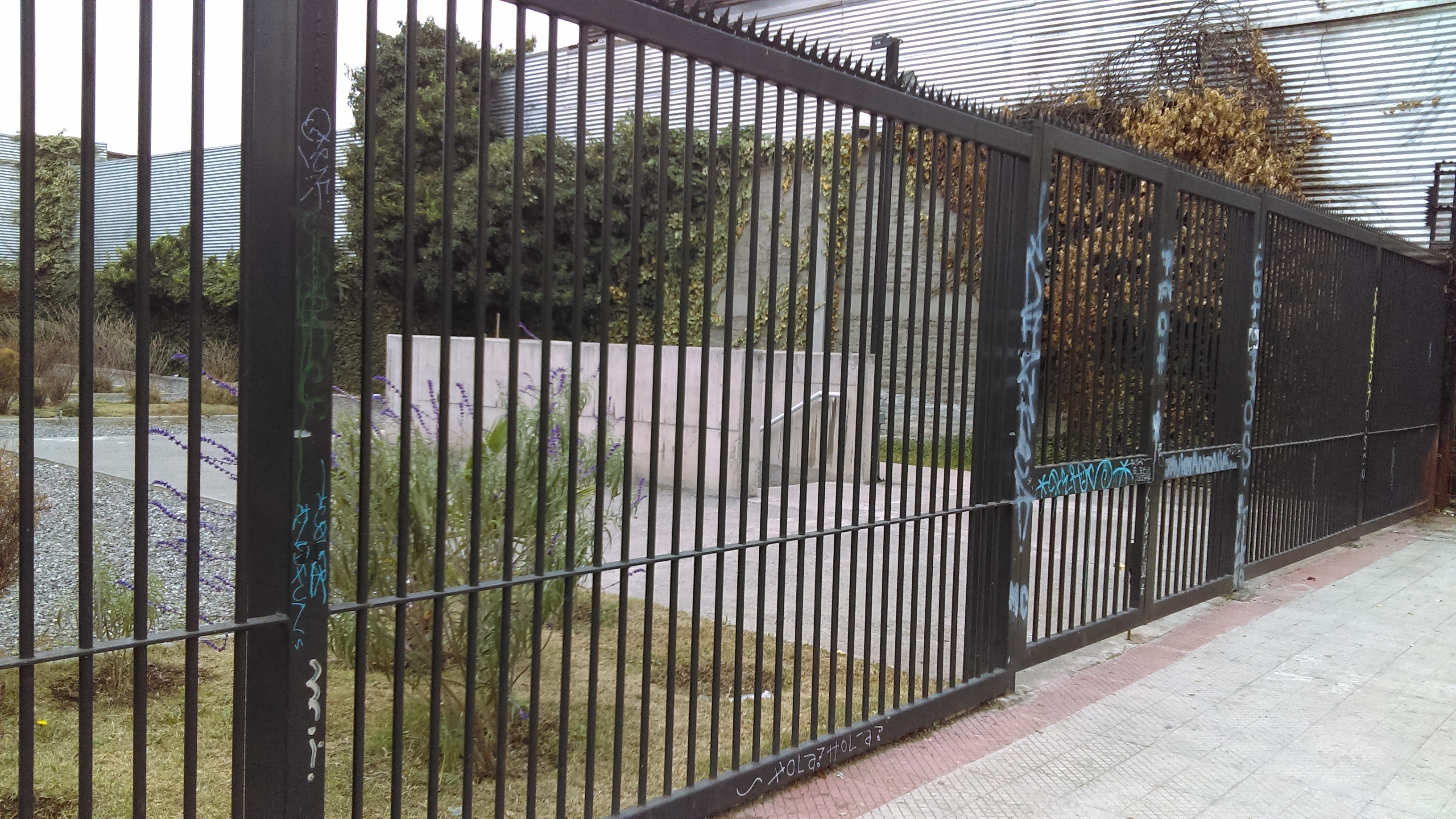
Entrada a la estación, con visión del perímetro.
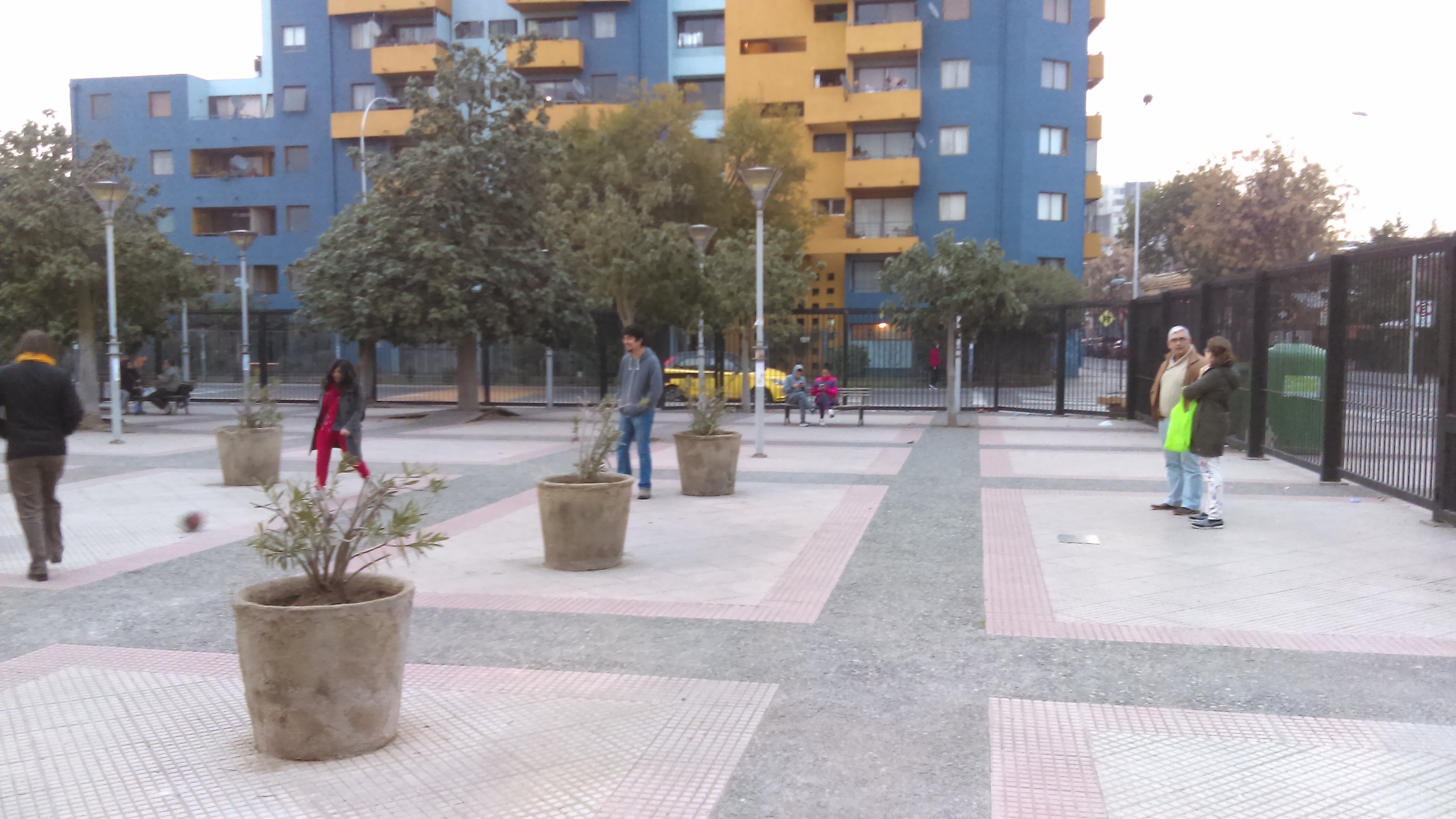
Plaza Libertad, con ciudadanos jugando.